# Dimorfisme fúngic
| - C. albicans micelial - C. albicans llevats         |
| Exemple de dimorfisme fúngic, dues formes d'un fong. |

El  dimorfisme fúngic  o  dimorfisme en fongs  és el fenomen reversible pel qual un fong pot passar d'una forma micelial a unes formes de llevats. Un fong dimòrfic sol proliferar a manera de llevats o grans estructures esfèriques en els teixits, però assumeixen formes filamentoses a temperatura ambient en l'entorn. Dins d'aquest grup hi ha els microorganismes que causen: esporotricosi, coccidiomicosi, paracoccidiomicosi, histoplasmosi i blastomicosi.
Els fongs poden presentar dimorfisme en funció de:
- Nutrients. Com  Candida albicans , que en medis de cultiu pobres dona una fase filamentosa i en mitjans rics, una forma de llevat.
- Temperatura. Com  Penicillium marneffei , que en el mateix mitjà, però a temperatura diferent canvia de forma (de 25 a 28° C és filamentós i de 35 a 37, llevats.
- Temperatura i nutrients. És una barreja dels dos anteriors. Entre ells trobem  Sporothrix schenckii ,  Histoplasma capsulatum ,  Paracoccidioides brasiliensis ,  Blastomyces dermatitides